# Рукавицын, Иннокентий Николаевич
Иннокентий Николаевич Рукавицын (22 апреля 1892 года, Иркутск — 16 августа 1958 года, Иркутск) — советский физик, доктор наук, профессор. Заведующий кафедрой геометрии Иркутского государственного университета, декан физико-математического факультета.
Родился в 1892 году в Иркутске, в семье учителя. В 1910 году поступил на физико-математический факультет Казанского университета.
С 1912 по 1914 году выезжал для обучения за границу в ряд стран Западной Европы (Австрия, Англия, Германия, Франция, Норвегия, Швейцария, Швеция).
После завершения университета работал преподавателем. С 1919 года работал в Иркутском государственном университет, принимает участие в становлении недавно созданного физико-математического факультета. В 1930 году был назначен заведующим кафедры математики. В 1951 году работал деканом физико-математического факультета.
С 1931 по 1957 год параллельно с работой в университете занимался преподаванием в ряде других вузов Иркутска, в Горном институте (1932—1933), Институте торговли (1934—1936), Сельскохозяйственном институте (1931—1937).
21 июня 1941 года был утверждён в звании профессора высшей математики.
Все исследования учёного связаны с геометрией гиперболических, параболических и эллиптических связок сфер.
Является автором более 20 научных трудов. Награждён Орденом Ленина (1953), знаком Отличник народного просвещения (1946).
Скончался в 1958 году в Иркутске.

## Труды
- Геометрия связки сфер с радикальным центром в бесконечности // Труды Второго Всесоюзного математического съезда. Ленинград, 24-30 июня 1934. — М., 1936.
- Н. И. Лобачевский (к столетию открытия неевклидовой геометрии). — Иркутск, 1926.
- Теория определителей. — Иркутск, 1927.